# Aurdals kyrka
Aurdals kyrka (norska: Aurdal kirke) är en kyrkobyggnad i Nord-Aurdals kommun i Innlandet fylke i Norge. Kyrkan ligger i tätorten Aurdal.

## Kyrkobyggnaden
En medeltida kyrka i Aurdal omnämns år 1327 och var troligen en stavkyrka.
Nuvarande kyrka uppfördes åren 1735 - 1737 av byggmästare Svend Tråseth som även har uppfört kyrkorna i Bagn, Bruflat och Skrautvål.
Träkyrkan har en korsformad planform där alla korsarmar täcks av sadeltak. I korsmitten finns en takryttare med tornspira. I östra korsarmen finns kor och öster om koret finns en sakristia. Vid västra korsarmen finns ett vidbyggt vapenhus med ingång. Ytterväggarna är klädda med vitmålad panel.

## Inventarier
- Dopfunten är av marmor och täljsten.
- Predikstolen är tillverkad år 1694.
- Nuvarande altartavla tillkom 1792 och har motivet Jesu korsfästelse och Maria och Johannes.
- Nuvarande orgel med 23 stämmor två manualer och pedal är byggd av Henning Andersen og Espen Selbæk. Orgeln är den fjärde i ordningen och blev invigd 27 december 2011. Tidigare orgel från 1972 är tillverkad av Norsk Orgel- Harmoniumfabrikk i Snertingdal. Ännu tidigare orgel från 1904 är tillverkad av Peter Ingvald Berntsen från Snertingdal. Första orgeln var ett orgelpositiv som skänktes till kyrkan år 1792.